# Wilanterol
Wilanterol (łac. vilanterolum) – wielofunkcyjny organiczny związek chemiczny, lek o działaniu sympatykomimetycznym, o długim czasie działania trwającym ponad 24 godziny, działający selektywnie na receptory adrenergiczne β2, stosowany w leczeniu astmy oskrzelowej oraz przewlekłej obturacyjnej choroby płuc.

## Mechanizm działania
Wilanterol jest selektywnym β-mimetykiem działającym na receptory β2, którego działanie rozpoczyna się w ciągu 5 minut po inhalacji, utrzymuje się ponad 24 godziny, a maksymalny efekt następuje po 15 minutach od podania.

## Zastosowanie
Wilanterol w połączeniu z furoinianem flutikazonu:
- leczenie pacjentów z niewystarczającą kontrolą astmy mimo stosowania kortykosteroidu wziewnego oraz krótko działającego beta 2-mimetyku, stosowanego doraźnie[3]
- objawowe leczeniu dorosłych z przewlekłą obturacyjną chorobą płuc (POChP) z FEV1 <70% wartości należnej (po podaniu leku rozszerzającego oskrzela), z zaostrzeniami w wywiadzie pomimo regularnego leczenia lekami rozszerzającymi oskrzela[3]

Wilanterol w połączeniu z umeklidynium:
- podtrzymujące leczenie rozszerzająca oskrzela w celu łagodzenia objawów u dorosłych pacjentów z przewlekłą obturacyjną chorobą płuc (POChP)[4]

W 2016 roku wilanterol był dopuszczony do obrotu w Polsce w preparatach złożonych z furoinianem flutikazonu (handlowa nazwa Relvar Ellipta) oraz z umeklidynium (handlowe nazwy Anoro oraz Laventair).

## Działania niepożądane
Wilanterol w badaniach klinicznych nie powodował działań ubocznych większych niż placebo.